# Taihangbergen
Taihangbergen är en bergskedja i norra Kina som utgör en naturlig gräns mellan Shanxi-provinsen i väster och Henan- och Hebei-provinserna i öster.
Den sträcker sig från låglandet i Hebei i nordöst till höglandet i Shanxi i sydöst. De flesta av bergstopparna är mellan 1500 och 2000 meter höga, den högsta toppen är Xiaowutai med 2882 meter. Området är rikt på stenkol.
Provinsnamnen Shanxi och Shandong betyder "väster om bergen" respektive "öster om bergen", vilket syftar på deras lägen i förhållande till Taihangbergen.
- Wikimedia Commons har media som rör Taihangbergen.